# Dokter Bernhard
Dokter Bernhard is een Nederlandstalige single van Bonnie St. Claire uit de zomer van 1976 waarin Ron Brandsteder meezong als dokter Bernhard. Het is een cover van het nummer Sister Mary (eveneens uit 1976) van Joe Dolan. De tekst is in het Nederlands vertaald door Peter Koelewijn. Dokter Bernhard is een verwijzing naar dokter Christiaan Barnard, de eerste arts die een harttransplantatie uitvoerde.
Het nummer werd gearrangeerd door Piet Souer. In Nederland was de plaat op vrijdag 2 juli 1976 Veronica Alarmschijf op Hilversum 3 en het werd een hit. De single bereikte de zevende positie in de Nederlandse Top 40 en de zesde positie in de Nationale Hitparade. Op 12 augustus 1976 behaalde de plaat tevens de 14e positie in de op Hemelvaartsdag 1976 gestarte TROS Europarade op Hilversum 3. In België bereikte de plaat de elfde positie in de Vlaamse Ultratop 50 en de twaalfde positie in de Vlaamse Radio 2 Top 30.

## Verhaal
De tekst gaat over een vrouw wier man in het ziekenhuis ligt. Ze maakt zich zorgen over zijn gesteldheid en heeft een gesprek met dokter Bernhard. Die bagatelliseert de situatie en zegt dat er weinig aan de hand is aangezien haar man rustig doorslaapt. De vrouw wordt hierdoor nog ongeruster. 
Vervolgens wordt de vrouw door het ziekenhuis gebeld met een overduidelijk slechte mededeling, vermoedelijk dat haar man op sterven ligt of al is overleden.